# M/S Jehander 1
.

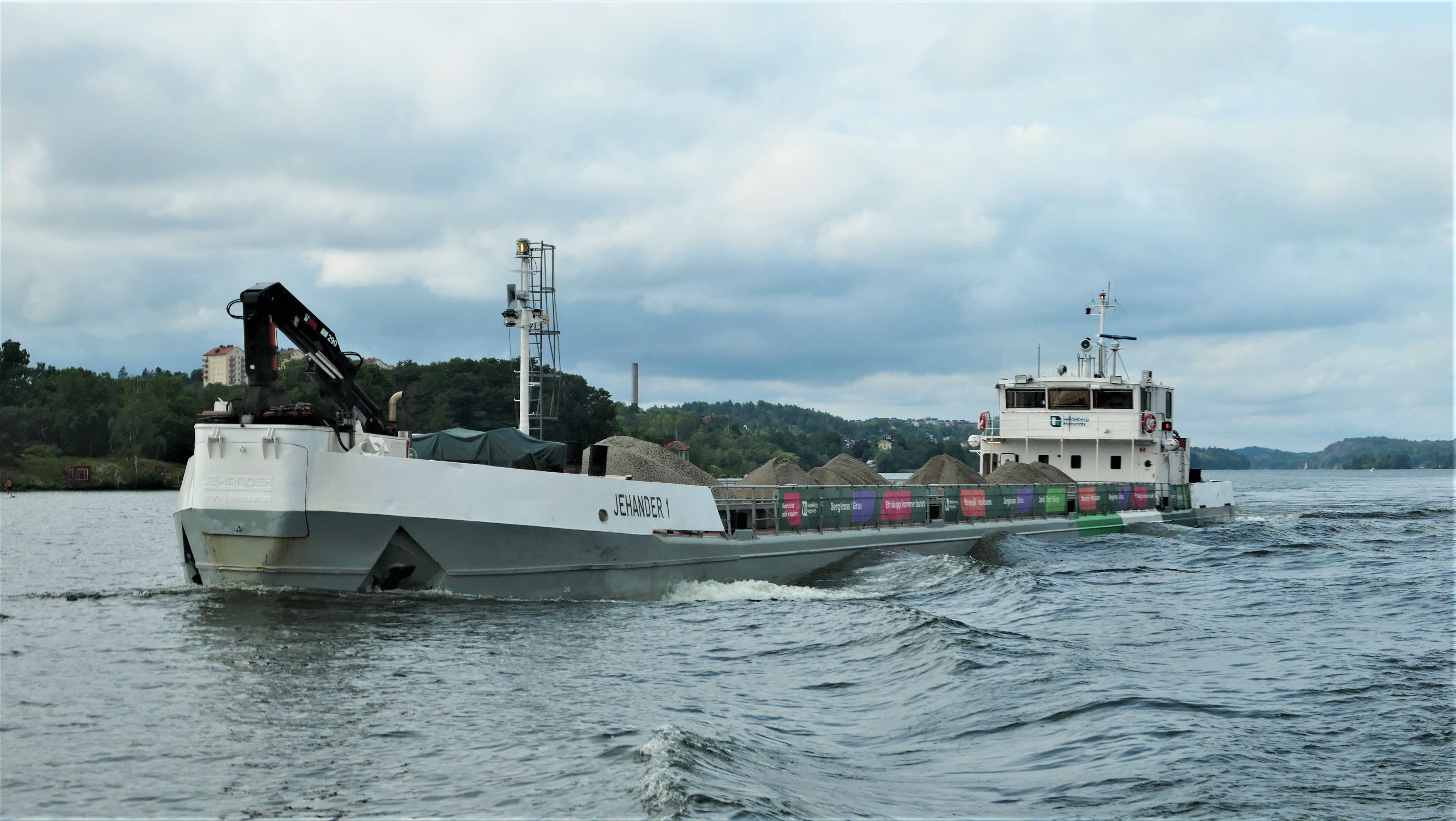
M/S Jehander 1 i Mälaren

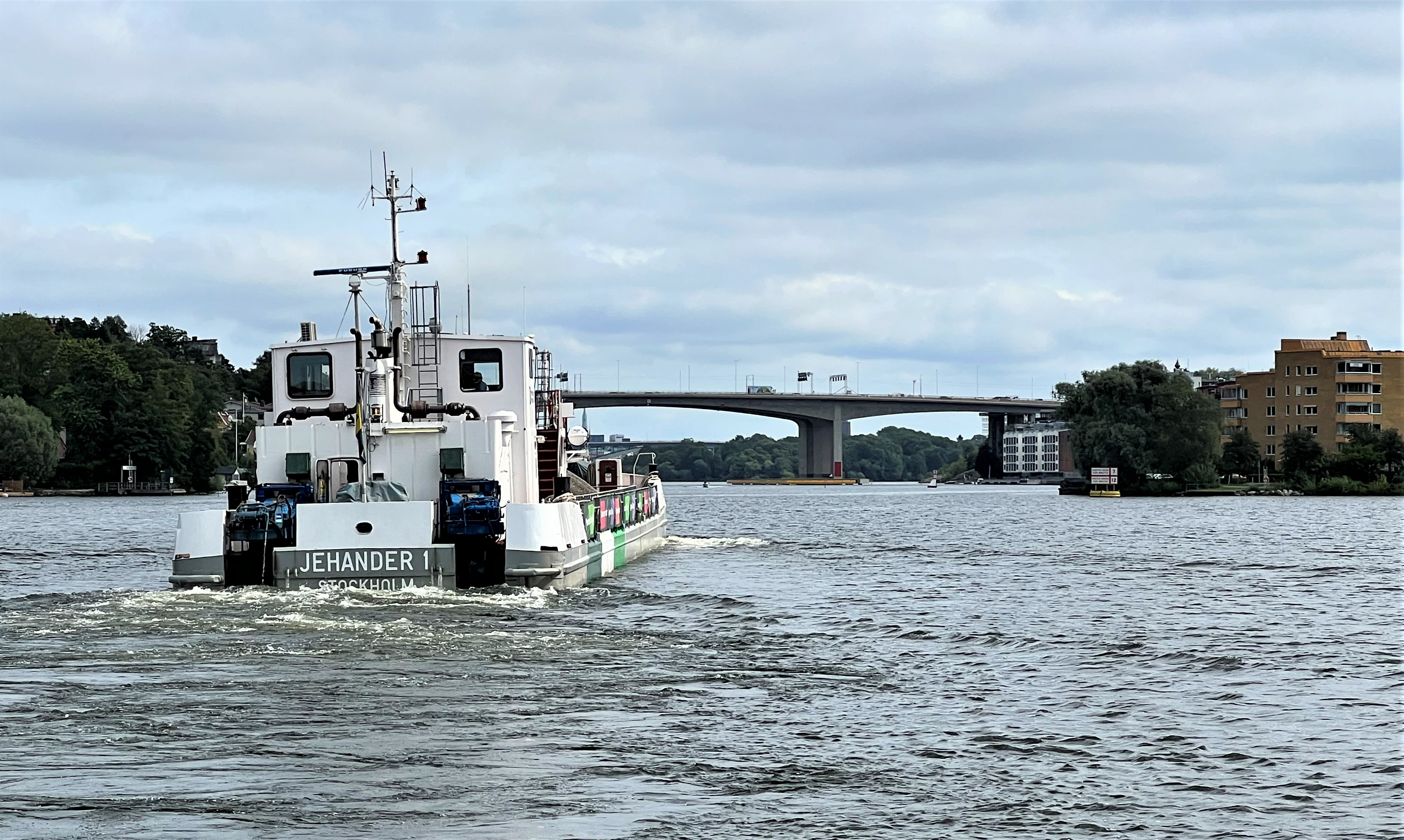
M/S Jehander 1 närmar sig Gröndalsbron på Essingeleden i Stockholm, mellan Stora Essingen och Ekensberg.

M/S Jehander 1 är ett lastfartyg som fraktar sand och grus huvudsakligen i Mälaren. Fartyget sjösattes 1970 och ägdes fram till oktober 2018 av företaget Sand & Grus AB Jehander då det köptes av Avatar Logistics.

## Beskrivning
M/S Jehander 1 byggdes 1970 som bulkfartyg på varvet F.W. Hollming Oy i Raumo i Finland. Fartyget har en längd av 75 meter och en bredd av 8,5 meter och kan lasta 1 420 ton i sex lastrum. Maxfart med last är 6,6 knop och utan last 8,5 knop. Jehander 1 är inte isklassad. Totalt transporteras omkring 400 000 ton grus och sand under ett år.
Jehander 1 är byggd för ”inre fart”, vilket betyder i Mälaren och Stockholms skärgård. Besättningen som har lotsdispens utgörs av två befälhavare, två styrmän och två matroser. Jehander 1 brukar gå dygnet runt måndag till fredag, med uppehåll under vintern för reparation och underhåll. 
Jehander 1 lastar i företagets täkter på Enhörna i Södertälje kommun och på Munsön i Ekerö kommun och lossar i Södra Hammarbyhamnen, Värtahamnen och i Betongindustris anläggning i Johannesfred vid Ulvsundasjön samt på ett mellanlager i Tyska botten. Liggplatsen är i Fredriksdal, Södra Hammarbyhamnen där Jehander har sin Hammarbyfabrik som är en av företagets betongfabriker och ballastterminaler.